# 比弗鎮區 (北達科他州本森縣)
比弗鎮區（英語：Beaver Township）是位於美國北達科他州本森縣的一個鎮區。

## 地方資料
比弗鎮區的面積為92.70平方千米，當中陸地面積為85.28平方千米，而水域面積為7.42平方千米。根據2010年美國人口普查的數據，當地共有人口25人，而人口密度為每平方千米0.27人。